# Peshmen-Schneeglöckchen
Das Peshmen-Schneeglöckchen (Galanthus peshmenii) ist eine Pflanzenart aus der Gattung der Schneeglöckchen (Galanthus) in der Familie der Amaryllisgewächse (Amaryllidaceae). Es wurde erst 1994 beschrieben. Die Art ist zu Ehren des türkischen Botanikers Hasan Peşmen (1939–1980) benannt.

## Merkmale
Das Peshmen-Schneeglöckchen ist eine ausdauernde krautige Pflanze, die Wuchshöhen von 9 bis 13 Zentimeter erreicht.  Dieser Geophyt bildet eine Zwiebel als Überdauerungsorgan aus. Die Laubblätter sind zur Blütezeit noch nicht entwickelt oder kürzer als der Blütenstandsschaft, später messen sie 10 bis 25 (30) × 0,25 bis 0,4 Zentimeter. Blattober- und Unterseite haben die gleiche Farbe. Auf der Oberseite sind keine auffallenden, blauen Mittelstreifen vorhanden.
Die Blütezeit reicht von Oktober bis November.

## Vorkommen
Das Peshmen-Schneeglöckchen kommt in der Südwest-Türkei in der Provinz Antalya sowie auf der vorgelagerten, zu Griechenland gehörenden Insel Kastellorizo in Kalk-Karstlöchern, am Nordfuß von Kalkfelsen und in Macchien in Höhenlagen von 5 bis 300 Meter vor.

## Nutzung
Das Peshmen-Schneeglöckchen wird selten als Zierpflanze genutzt.

## Belege
- Eckehart J. Jäger, Friedrich Ebel, Peter Hanelt, Gerd K. Müller (Hrsg.): Exkursionsflora von Deutschland. Begründet von Werner Rothmaler. Band 5: Krautige Zier- und Nutzpflanzen. Springer, Spektrum Akademischer Verlag, Berlin/Heidelberg 2008, ISBN 978-3-8274-0918-8, S. 763.

## Weblink
- Galanthus peshmenii in der Roten Liste gefährdeter Arten der IUCN 2013.2. Eingestellt von: Davis, A., 2011. Abgerufen am 28. April  2014.